# Home Grown
Gli Home Grown sono stati una band statunitense rock nata nel 1994 nella contea di Orange in California. In totale hanno pubblicato tre album e molti EP prima di sciogliersi nel 2005. Si sono ispirati ai famosi blink-182 infatti la loro musica fu spesso categorizzata come pop-punk a causa dei loro ritmi.

## Discografia

### Album
- 1995 - That's Business
- 1998 - Act Your Age
- 2002 - Kings of Pop

### EP
- 1994 - Smoking is Cool
- 1996 - Wusappaning?!
- 1999 - EP Phone Home
- 2000 - Connection
- 2004 - When it All Comes Down

## Formazione
- John Tran - voce, chitarra (1994 - 2005)
- Adam "Adumb" Lohrbach - basso, voce (1994 - 2005)
- Ian "Slur" Cone - chitarra (1994 - 1999)
- Bob Herco - batteria (1994 - 2000)
- Justin Poyser - chitarra (1999 - 2000)
- Darren Reynolds - batteria (2000 - 2005)
- Dan Hammond - chitarra (2002 - 2005)
- Ted Vega - basso (2005)